# جنگ ایران و روم (۵۸–۶۳ میلادی)
جنگ ۵۸–۶۳ میلادی بخشی از مجموعه جنگ‌های ایران و روم است که در زمان اشکانیان میان شاهنشاهی پارت‌ها و امپراتوری روم اتفاق افتاد. این جنگ بین سالهای ۵۸ تا ۶۳ بعد از میلاد برای به دست گرفتن کنترل ارمنستان روی داد و در نهایت منجر به پادشاهی رسیدن تیرداد یکم از نسل و تبار اشکانیان ایران و قدرت گرفتن سلسله اشکانی ارمنستان در این منطقه شد.

## شرح جنگ

ارمنستان بزرگ و امپراتوری روم در حدود ۵۰ میلادی، قبل از وقوع جنگ

بلاش یکم برای افزایش نفوذ خود و خاندانش در ارمنستان برادرش تیرداد یکم را برای پادشاهی ارمنستان معرفی کرد سرانجام تیرداد با یاری برخی بزرگان ارمنستان بر تخت فرمانروایی این کشور نشست و به این ترتیب، نفوذ کوتاه مدت ایبرها را در ارمنستان خاتمه داده شد.
رومیان در پاسخ به این اقدام بلاش، کوربولون، سردار روم، را از ژرمانیا احضار و به فرماندهی نیروهای نظامی در آسیا (سوریه و سرزمین کوهستانی ارمنستان) منصوب شد. او پس از برقراری آرامش در ارتش روم از موقعیت استفاده و عملیات نظامی خود را در شرق آغاز کرد. وی برای این اقدام (لژیون‌های چهارم سَکایی، ششم آهن، سوم گُل و دهم فرتنسیس) را در اختیار بازخواست. این لشکر از حدود بیست هزار نیروی رومی و همین تعداد نیروهای غیر رومی شامل نیروهایی از ارمنستان کوچک، پونتوس، میتریداتس و کوماژن فراهم آمده بود. هدف کوربولون از این اقدام بر تخت نشاندن نامزد مورد نظر روم، یعنی تیگران ششم، در ارمنستان بود.
تیرداد یکم در این مقطع از همیاری بلاش، برخوردار نبود و تنها به نیروهای محلی اکتفا کرد. ارمنیان شجاعانه جنگیدند موفق شدند شکستی جدی بر معاون سردار رومی کوربولون موسوم به «پاکتیوس» وارد آورد. اما کوربولون در ۵۸ میلادی با تمام قدرت وارد ارمنستان شد. مسیر حرکت وی به گونهای بود که ارتباط بین تیرداد و متحدان احتمالی او در آسروئن و آدیابن قطع شد و در نتیجه کوربولون به نتیجهٔ دلخواه خود رسید. او همچنین برای محاصرهٔ تیگراناکرت، تلاشی نکرد تا به این ترتیب فرصتی برای اتحاد نیروهای آدیابن، آسروئن و ارمنستان بزرگ فراهم نیاورده باشد. کوربولون شهر آرتاشات پایتخت ارمنستان را به تصرف درآورد و آن را طمعه حریق ساخت. پس از این پیروزی و به حکومت رسیدن تیگران ششم در ارمنستان کوربولون به سوی تیگراناکرت رفت و آن شهر را نیز در ۵۹ میلادی به تصرف درآورد.
کوربولون در ۶۰ میلادی در حالی ارمنستان را ترک کرد که غرب این سرزمین به یک مستعمرهٔ رومی تبدیل شده بود. اما در شرق ارمنستان وضعیت روم ناپایدار و احتمالاً، هنوز برتری در آن با تیرداد و هوادرانش بود.
تیگران در اولین زمان ممکن و بدون در نظر گرفتن شرایط به آدیابن حمله کرد و به تهدید قلمروی ایران پرداخت. در مقابل، تیرداد نیز بلافاصله وارد صحنه شد و در ناحیهٔ شرق ارمنستان، برتری خود را بار دیگر به اثبات رساند. پیش بینی می‌شد بلاش، که در شرق اوضاع را آرام کرده بود، راهی ارمنستان شود. کوربولون به رغم تصرف دو پایتخت ارمنستان، به خوبی می‌دانست که پیروزی بر بلاش بسیار دشوار و دور است. به همین دلیل، به تیرداد پیشنهاد صلح کرد و تاج پادشاهی را به او داد.

## حمله متقابل

نقشهٔ تحرکات ارتش اشکانی و لژیون‌های رومی در ۶۰–۶۲ م

بلاش، پس از پایان نبردهایش در هیرکانی، به غرب بازگشت. اولین اقدام بلاش در غرب زیر فشار قرار دادن مونوبائوس پادشاه آدیابن، بود که به علت انجام ندادن اقدام‌های لازم در برابر ارتش کوربولون (در ۵۹ میلادی) مورد بازخواست قرار گرفت. در گام بعدی، بلاش در سال ۶۰ میلادی با استفاده از ارتش اصلی اشکانی و همچنین، قوای کمکی آدیابن و برخی از اشراف وفادار به تیرداد شروع به اقدامات جنگی کرد. کوربولون در برابر این تهدیدات لژیون‌های دوازدهم رعد و چهارم سَکایی را به ارمنستان فرستاد و خود در جبههٔ فرات در سوریه با لژیون‌های سوم گُل، ششم آهن و دهم فرتنسیس مستقر شد. در مقابل، بلاش پس از عبور از میان‌رودان وارد سوریه شد اما از فرات عبور نکرد.
او با استقرار در بخش شرقی فرات کوربولون را واداشت تا برای دفاع از سوریه با تمام ارتش جنوبی خود در منطقه بماند. در سوی دیگر میدان، کوربولون تیگراناکرت را برای تیگران آرام کرده بود و تدارکات کافی را برای وی در نظر گرفته بود اما بلاش در حالی که اردوی خود را در نصیبین مستقر کرده بود، به مونوبائوس دستور داد تا به تیگراناکرت حمله کند. هرچند مونوبائوس با پیروزی‌های اولیه به پشت دیوارهای تیگراناکرت رسید ضدحملهٔ رومی‌ها سبب شد تا بخشی از سواره نظام پارتی، که در نبردهای کوهستانی تخصص نداشتند، از ارتش مشترک روم و متحدان آسیایی آن شکست بخورند و به نصیبین عقب‌نشینی کنند. با ورود تیرداد به جبههٔ جنوبی وفاداری بسیاری از خاندان‌های ارمنی از روم به ایران متمایل شد. تیگران در دراز مدت نمی‌توانست در ارمنستان کاری را از پیش برد به همین دلیل، کوربولون سفیری به اردوی شاه فرستاد و خواستار مذاکره در باب صلح شد. بلاش از این اقدام استقبال کرد و پس از مذاکرات ابتدایی قرار بر این شد که سفیر ایران در ۶۱ میلادی به روم رود و مذاکرات را با امپراتور نرون ادامه دهد. کوربولون تلاش کرد تا وضعیت ارمنستان را برای نرون به تصویر کشد؛ او می‌دانست که توسعهٔ مرزهای روم در شرق متوقف شده است؛ عبور از شاهنشاهی اشکانی غیرممکن بود؛ او می‌کوشید تا با بستن یک پیمان صلح مناسب از سویی نفوذ روم را در سرزمین ارمنستان حفظ کند و از سوی دیگر، شاهنشاهی اشکانی را آرام نگاه دارد زیرا در سرزمین‌های شرقی، به ویژه، در ناحیهٔ یهودیه اندک اندک ناآرامی‌هایی در حال شکل گیری بود و کمتر از ده سال بعد شورش بزرگ یهودیان شعله‌ور شد.
اما نرون در روم تصور درستی از وضعیت شرق نداشت؛ او معتقد بود که کوربولون بیش از اندازه از قدرت اشکانیان واهمه دارد، به همین دلیل، فرماندهی وی را در شرق از او بازستاند و جبههٔ شمالی نبرد را به لوسیوس کاسینوس پیتوس، کنسول پیشین روم (۶۱ میلادی)، به منزلهٔ فرماندار کاپادوکیه سپرد. نرون سفیر ایران را دست خالی به نزد بلاش بازگرداند و لژیون پنجم مقدونی را به همراه پیتوس به شرق فرستاد. از همان ابتدا رابطهٔ میان این دو سردار رومی رقابت‌آمیز بود. پیتوس خود را در جایگاهی بالاتر نسبت به کوربولون می‌دید و با تحقیر او پیروزی‌هایش را ناچیز می‌انگاشت. در حالی که کوربولون در فرات باقی‌مانده بود پیتوس آخرین روزهای سال ۶۱ میلادی را صرف تصرف چند دژ مرزی کرد و برای زمستان به کاپادوکیه بازگشت. این زمان فرصت بسیار خوبی برای بلاش و جاسوسانش بود تا از اوضاع ارتش روم باخبر و آمادهٔ حمله در ۶۲ میلادی شوند.
در سال ۶۲ میلادی بلاش به فرات حمله کرد، جایی که در آن کوربولون با استقرار ناوگانی مجهز به منجنیق توانسته بود از مرزهای روم پاسداری کند. پس از چندین حملهٔ پراکندهٔ بلاش، پیتوس، که اطمینان بازخواست منطقهٔ شمال از نیروهای ایرانی خالی است، شروع به پیشروی به سوی تیگرانوکرتا کرد. بلاش به یکباره فرات را رها ساخت و به سوی تیگراناکرت تاخت و به صورت کاملاً غافلگیرانه آن را به تصرف ارتش اشکانی درآورد. سپس، با استقرار چند واحد کوچک در این منطقه، به سرعت راهی شمال غرب شد و به پیشواز ارتش پیتوس رفت که بی‌خبر از وقایع رخ داده به آرامی و با همراهی لژیون‌های دوازدهم رعد و چهارم سکایی در حال پیشروی به سوی تیگراناکرت بود. بلاش در بهار ۶۲ میلادی، پیتوس را در کوهستان‌های ارمنستان بزرگ، در نزدیکی «راندیا»، به دام انداخت. پیتوس کوشید تا از موقعیت جغرافیایی موجود، یعنی کوهستانی که در آن بودند، برای غلبه بر پارتیان بهره برد اما نیروهای ارمنیانی که همراه اشکانیان بودند خانهٔ خود را بهتر از پیتوس می‌شناختند و به این ترتیب، به عامل مهمی در شکست پیتوس بدل شدند. این شکست به قدری سنگین بود که پیتوس درخواست صلح کرد و شرایط سنگین و خوار کنندهٔ بلاش را پذیرفت.
مهمترین شرط بلاش بر تخت نشستن برادرش، تیرداد، در ارمنستان بود که بی درنگ از سوی پیتوس پذیرفته شد. پس از این رخدادها ارتش پیتوس به سوریه عقب‌نشینی کرد.
کوربولون بار دیگر با بلاش وارد مذاکره شد و این بار پیشنهاد کرد که ارمنستان به صورت موقت به دست اشکانیان اداره شود تا قرارداد صلحی میان اشکانیان و روم بسته شود. بلاش بار دیگر نمایندهٔ خود را به روم فرستاد اما این بار نرون از واقعهٔ شکست راندیا فهمیده بود که نمی‌توان قدرت اشکانیان را در ارمنستان بی‌اهمیت انگاشت؛ بنابراین، به توصیه‌های کوربولون توجه بیشتری نشان داد. بر طبق قرار صلح تیرداد بر تخت پادشاهی ارمنستان باقی ماند اما قرار بر این شد که تاج وی را نرون بر سر وی نهد؛ ولی بلاش پیش از تاجگذاری تیرداد مراسمی در تیسفون برگزار کردند و تاج شاهی را از سوی بلاش بر سر تیرداد گذاشتند و سپس، وی را به روم فرستادند تا بار دیگر در روم تاجگذاری کند. به این ترتیب، اشکانیان توانستند شاخه‌ای از خاندان خود را در سرزمین ارمنستان مستقر کنند.
نرون به این دلیل که اقدام نهایی برای صلح از طرف او صورت گرفته بود خود را پیروز نبردهای اشکانیان و روم بر سر ارمنستان جلوه داد و در جشنی باشکوه برای خود مجسمهٔ یادبود افتخار ساخت و به خود لقب امپراتور داد. نرون همچنین برای به دست آوردن دل مردم ارمنستان و دیگر مسائل سیاسی دستور داد تا شهر به آتش کشیده شدهٔ آرتاشات را به هزینه روم بازسازی کنند.